# 免疫网络学说
免疫网络学说（英語：Immune network theory）是1974年以来，尼尔斯·杰尼和Geoffrey W. Hoffmann发展的一个学说，用来解释适应性免疫系统的运作原理。此理论认为，免疫系统是由擁有可变区域的淋巴球和分子所构成的互动网络组成的。除了對相對於脊椎动物外来的物质，可变区也会与其他具有可变区域的分子结合。因此可将免疫系统视作相互连接的可变区组成的网络。
有人提出了克隆选择学说，用來解释此现象。Hoffmann对对称网络学说的拓展可以解释低剂量和高剂量耐受的现象。此现象第一次由阿夫里奥·密契森对单一抗原报告，之后由Geoffrey Shellam 和 Sir Gustav Nossal确认。它也可以解释T细胞的辅助和抑制作用，它们是免疫反应中的非特异性辅助细胞。它还可以解释称作I-J的重要现象。尼尔斯·杰尼获得了1984年的诺贝尔奖，部分就源于对克隆选择理论的研究，另外还因提出免疫网络的概念。
在生物免疫学之外，免疫网络理论也启发了类似于人工神经网络的一种优化算法。

## 对称的免疫网络理论
Heinz Kohler是首个抗独特型网络的研究者，他第一个提出：抗独特型网络是对称结构。Geoffrey W. Hoffmann根据对称模仿、抑制和吞噬作用提出了详细的免疫网络理论。因此，只需知道少数条件，就可以理解很多种免疫现象。此理论设计B细胞制造抗体的作用、T细胞控制B细胞产生抗体的行为和非特定的辅助细胞（A细胞）。
抗体IgG具有两个可变区域，分子量为150000。此理论中，起中心作用的是T细胞因子，其分子量约为50000，理论认为，其拥有一个可变区域。Hoffmann提出，简便起见，特定T细胞因子应该称作“标记”（tabs）。面对抗原，这些标记会对IgG抗体的产生强烈的抑制作用。Tomio Tada与同事合作证明了此点。对称网络理论中，标记可以挡住可变区域，如果与A细胞的标记受体结合，也会起到激发作用。对称刺激作用的假定是，B细胞、T细胞和A细胞参与受体的交叉耦合。
在数学建模的帮助下，对称网络理论得到了进一步发展。为了阻止对结合在一起的大量不同病原体产生免疫记忆，此系统具有多种类型的稳定状态。实验证明，此系统可以在不同的稳定状态间转换。比如，低剂量或高剂量地施以一种抗原都可以引起系统对抗原的准备变为抑制状态，而中等剂量则可以导致免疫的产生。

### 解决I-J矛盾
此理论可以解释T细胞对于帮助和抑制免疫反应具有的控制作用。在1976年，另个研究小组独立提出了小鼠中一种称作I-J的现象。从对称网络理论的方面来说，I-J是免疫学中最重要的现象之一，但很多对此理论不了解的免疫学家认为I-J “并不存在”。这是因为，I-J似乎在主要组织相容性复合体中存在，但很多实验中都找不到I-J的基因。这称作“I-J 矛盾”。此矛盾导致了抑制T细胞和标记的存在。但是与此同时，有人证明I-J 矛盾可以由对称网络学说解释。
对I-J矛盾的解释涉及与抑制T细胞和辅助T细胞中性选择的过程，这表明：（a）经过选择后，这些抑制T细胞被选择尽量与其他辅助T细胞进行互补，（b）辅助T细胞的选择不仅是因为可变区具有MHC二型的亲和性，也是因为可便于取对抑制T细胞的V区域具有一定亲和性。辅助T细胞和抑制T细胞同时受到中性选择。对于同一小鼠基因组，而已具有多个中性选择的类型。这种对I-J矛盾的解决做出了一些可检验的预测。

## 与理解HIV致病机理的关系
1994年，发布了HIV的免疫网络模型，假定HIV特异的T细胞更容易受到感染。
在免疫网络理论的指引下，HIV感染后发展为AIDS的主要成因并非是病毒对辅助T细胞的直接致死。在感染后，HIV会尝试复制自己，在HIV病毒、感染的T辅助细胞和T抑制细胞间存在复杂的相互作用。只有当病毒表位最终可以模仿T抑制细胞的可变区时，这三种准种才会产生相互的选择压力并且使得病毒表位最终模仿主要的T抑制细胞的可变区。这发生之后，抗HIV的抗体会将宿主的多数T抑制细胞杀死。结果是，免疫系统会出现紊乱，最终产生更多对抗自身的反应，包括对抗T辅助细胞群。此时，适应性免疫系统完全失败，引起AIDS。因此，根据此模型，AIDS完全是T抑制细胞引起的对T抑制细胞的交叉反应。此后，即使移除HIV自身（比如通过抗反转录病毒药物），也不足以恢复免疫功能。
根据上述的准种协同演化根据感染时条件的不同，反应会花费不同的时间（比如，最初感染的表位和宿主免疫细胞群的稳定状态）。这就可以解释为何不同的病人感染HIV后发展为AIDS的时间不同。这也表明，因为不能阻止子免疫反应，常见的疫苗失败的原因。因为如果感染源是“成熟的”，这些疫苗多数条件下多害少利，因为感染会对抗HIV辅助细胞具有高偶联性，疫苗产生的上升的反HIV群体只会让病毒拥有更多目标。

## 基于免疫网络系统的HIV疫苗
有人描述了一种基于免疫网络系统的HIV疫苗。此疫苗根据对Oudin-Cazenave矛盾的网络理论解决方法建立。此现象在克隆选择的途径中不起作用，因为没有考虑抗独特型网络作用。疫苗包括抗抗HIV抗体和HIV抗原，以广泛中和抗HIV抗体。一个理想的抗抗HIV抗体是抗体1F7，发现者为 Sybille Muller 和 Heinz Kohler 等人。单克隆抗体可与六个已经调制的广泛中和的抗HIV抗体结合。

## 延伸阅读
- G. W. Hoffmann. . 2010. arXiv:1004.5107 .
- Parisi G. . Proc. Natl. Acad. Sci. USA. 1990, 87 (1): 429–433. PMC 53277 . PMID 2296597. doi:10.1073/pnas.87.1.429.
- A. Osterhaus, F. Uytdehaag (编). . Elsevier Science Publishers B.V. 1990: 310. ISBN 0-444-81343-8.
- Cohen, I. Bernard; Atlan, Henri; Cohen, Irun R. . Berlin: Springer-Verlag. 1989. ISBN 0-387-51678-6.